# 한국합판보드협회
한국합판보드협회는 합판, 목재가공업 및 해외조림의 건전한 육성 발전을 목적으로 1963년 9월 19일 설립 허가된 대한민국 산림청 소관의 사단법인이다. 사무실은 서울특별시 영등포구 여의도동 17-20, 원정빌딩 901호에 있다.

## 주요 사업
- 합판, 섬유판 등 보드류 생산 및 유통